# Khalid al-Islambuli
Khalid Ahmed Shawky Al-Islambouli (en árabe: خالد أحمد شوقي الإسلامبولي‎; n. 15 de enero de 1955 – f. 15 de abril de 1982) fue un oficial del ejército egipcio que planeó y participó en el asesinato del tercer presidente egipcio, Anwar Sadat, durante el desfile anual de la victoria del 6 de octubre. Islambouli declaró que su principal motivación para el asesinato de Sadat fue la firma de los Acuerdos de Camp David con el Estado de Israel. Fue juzgado por un tribunal militar, declarado culpable y condenado a muerte. Después de su ejecución, Islambouli fue declarado mártir por muchos radicales en el mundo islámico, y se convirtió en un símbolo de inspiración para los movimientos islámicos radicales como uno de los primeros Shahids (mártires) modernos.

## Biografía

### Primeros años
El padre de Islambuli fue un asesor jurídico egipcio y su madre era de origen turco. Se graduó en la Academia Militar de Egipto con excelentes calificaciones. A continuación, se alistó en el ejército egipcio como oficial de artillería con el grado de teniente. Bajo la influencia de colegas, Khalid al-Islambouli se unió a la Yihad Islámica egipcia.

### Asesinato de Anwar al-Sadat

#### Hechos
Su unidad de artillería fue designada para asistir a un desfile militar en El Cairo, el 6 de octubre de 1981. Khalid el-Islambouli no debía participar en el desfile, pero fue elegido por casualidad, para sustituir a un funcionario que pidió disculpas por no poder participar.
Una vez que su sección del desfile comenzó a acercarse a la plataforma del presidente, Islambouli, Abdul Salaam Abdelhameed, Ata Tayel Hameeda Raheel, y Abbas Hussein saltaron de la camioneta y corrieron hacia el estrado, lanzando granadas hacia el lugar donde el Presidente estaba de pie con otros dignatarios egipcios y extranjeros. Islambouli entró en las gradas y vació su fusil de asalto en el cuerpo de Sadat al grito de "¡¡Maté al faraón!!". Inmediatamente después, Khalid fue capturado.

#### Ejecución y martirio iraní
Veintitrés co-conspiradores fueron juzgados y condenados. Khalid al-Islambouli, Mohammad al-Salam Faraj, Essam al-Qamar y otros tres co-conspiradores fueron ejecutados el 15 de abril de 1982.
Islambouli fue capturado inmediatamente después del asesinato. Él y veintitrés conspiradores, incluidos ocho militares, fueron juzgados ante una corte marcial egipcia. Declarado culpable, Islambouli, de 27 años y otros tres conspiradores fueron ejecutados por un pelotón de fusilamiento el 15 de abril de 1982. A la luz de la protesta pública extensa, en mayo de 2001 el Ayuntamiento de Teherán nombró a la calle "intifada street" en un esfuerzo por mejorar las relaciones.

## Parientes
El hermano menor de Islambouli, Showqi, estuvo a punto de asesinar al presidente egipcio Hosni Mubarak el 22 de junio de 1995, cerca del Aeropuerto Internacional en una cumbre africana en Addis Abeba. Showqi y sus socios abrieron fuego contra la limusina blindada destruyendo la mayoría de los vehículos de escolta. Sin embargo, Mubarak se salvó gracias a la habilidad y pericia de su chofer, quien realizó una vuelta en U con la limusina dañada y corrió de regreso al aeropuerto donde el avión presidencial estaba esperando con motores en marcha.

## Legado
Islambouli continúa sirviendo como un símbolo inspirador para los movimientos islamistas en todo el mundo, incluidos los grupos terroristas. En 1982, Irán emitió un sello en su honor, mostrándolo gritando desafiante desde las rejas.
El 31 de julio de 2004, "Las Brigadas al-Islambouli de al-Qaeda" se atribuyeron la responsabilidad de un intento de asesinato contra Shaukat Aziz, entonces candidato para el cargo de primer ministro de Pakistán. El 24 de agosto de 2004, un grupo checheno que se hacía llamar "Las Brigadas al Islambouli" emitió una declaración reivindicando la responsabilidad del bombardeo de dos aviones de pasajeros rusos.